# Рейнджеры Батлера
Рейнджеры Батлера (англ. Butler's Rangers) — военное подразделение лоялистов во время Войны за независимость США, сформированное Джоном Батлером. Рейнджеры состояли в основном из поселенцев Нью-Йорка и Пенсильвании.  
Подразделение было организовано в 1777 году и просуществовало 7 лет до 1784 года. Штаб-квартира рейнджеров находилась в форте Ниагара, откуда они совершали свои рейды, в которых к ним присоединялись союзные Британии ирокезы. Рейнджеры сражались на территории современных американских штатов Нью-Йорк, Пенсильвания, Огайо, Виргиния, Кентукки и Мичиган. Они приняли участие  в Саратогской кампании и многочисленных нападениях на приграничные поселения американцев, таких как Сражение за Вайоминг и Резня в Черри-Валли.
После расформирования подразделения многие рейнджеры за свои заслуги получили от Короны земельные участки на юго-западе Британского Квебека.